# Brailleevo pismo
Brailleevo pismo ili brajica sustav je pisanja i čitanja namijenjen slijepim ili slabovidnim osobama, koji je 1829. godine osmislio Louis Braille. Svako slovo abecede, pravopisni znakovi, brojevi i ostala pravila pisanja i čitanja u Brailleevu su pismu osmišljeni sistemom od šest točaka klasificiranih brojevima od 1 do 6 te organiziranih u dva stupca po tri točke koje mogu biti ispupčene ili udubljene (prvi stupac – 1, 2, 3; drugi stupac – 4, 5, 6). Svakom slovu abecede, broju, ili bilo kojem pravopisnom znaku odgovara određena kombinacija, položaj i broj tih reljefnih točaka te se "čita" dodirom ruku, odnosno prelaženjem prstima slijeva nadesno po papiru na kojem je nešto napisano tim pismom. Značenje nekih kombinacija točaka može varirati među različitim jezicima, ovisno o slovima koja se u abecedi jednog jezika nalaze, a drugog ne i obratno.

## Slova i brojevi
- A, 1
- B, 2
- C, 3
- Č
- Ć
- D, 4
- Dž
- Đ
- E, 5
- F, 6
- G, 7
- H, 8
- I, 9
- J, 0
- K
- L
- Lj
- M
- N
- Nj
- O
- P
- Q
- R
- S
- Š
- T
- U
- V
- W
- X
- Y
- Z
- Ž

## Ostali simboli
- Slijedi veliko slovo
- Slijedi broj
- Točka
- Zarez
- Uskličnik
- Zagrade
- Crtica